# Torrebelvicino
Torrebelvicino is een gemeente in de Italiaanse provincie Vicenza (regio Veneto) en telt 5784 inwoners (31-12-2004). De oppervlakte bedraagt 21,0 km², de bevolkingsdichtheid is 275 inwoners per km².
De volgende frazioni maken deel uit van de gemeente: Enna, Pievebelvicino.

## Demografie
Torrebelvicino telt ongeveer 2306 huishoudens. Het aantal inwoners steeg in de periode 1991-2001 met 11,9% volgens cijfers uit de tienjaarlijkse volkstellingen van ISTAT.
| Jaar | Inwoneraantal |
| ---- | ------------- |
| 1991 | 4892          |
| 2001 | 5476          |

## Geografie
De gemeente ligt op ongeveer 260 m boven zeeniveau.
Torrebelvicino grenst aan de volgende gemeenten: Recoaro Terme, Schio, Valdagno, Valli del Pasubio.